# James Ferguson (ameriški astronom)
James Ferguson, ameriški astronom in inženir škotskega rodu, * 31. avgust 1797, grofija Perthshire, Škotska, † 26. september 1867, Washington, ZDA.

## Življenje in delo
Ferguson je od leta 1800 živel v ZDA. Pomagal je graditi prekop od reke Hudson do Eriejskega jezera, ki je povezal Velika jezera z Atlantskim oceanom. Prekop so gradili med letoma 1818 in 1825.
Leta 1847 je začel delati na Pomorskem observatoriju ZDA v Washingtonu. Odkril je tri asteroide, prvega, 31 Evfrozino 1. septembra 1854.
V letu 1850 je »izgubil« zvezdo, ki jo je opazoval. Po besedah poročnika Matthewa Mauryja, upravnika observatorija, je bil to dokaz za deveti planet. Tedaj Pluton še ni bil odkrit. Leta 1878 je C. H. F. Peters, predstojnik Observatorija Hamiltonovega kolidža v New Yorku, pokazal, da dejansko zvezda ni izginila, prejšnji rezultati pa so nastali zaradi človeške napake.

## Priznanja

### Nagrade
Fergusonu je leta 1854 Francoska akademija znanosti za njegove znanstvene dosežke s področja astronomije podelila Lalandovo nagrado.

### Poimenovanja
Po njem se imenuje asteroid 1745 Ferguson, ki ga je leta 1941 odkril J. Willis na Pomorskem observatoriju.